# James Mellaart
James Mellaart (14 de noviembre de 1925-29 de julio de 2012) fue un arqueólogo británico y descubridor del yacimiento neolítico de Çatalhöyük en Turquía. Fue expulsado de Turquía por ser sospechoso de vender antigüedades en el mercado negro. También se vio envuelto en controversias puramente arqueológicas sobre la llamada Diosa-Madre de Anatolia que había exhumado en sus excavaciones en Anatolia en la década de los años 60.

## Biografía
Nació en Londres. Fue profesor en la Universidad de Estambul y director asistente del Instituto Británico de Arqueología de Ankara. En 1951, Mellaart empezó a dirigir excavaciones de yacimientos turcos, con ayuda de su mujer, Arlette, turca de nacimiento. Ayudó a identificar la alfarería “copa de champagne” de la Edad del Bronce tardía, en Anatolia occidental, que llevó a descubrir Beycesultan en 1954. Tras terminar este trabajo, dirigido entonces por Seton Lloyd, ayudó a publicar los resultados. En 1959 comenzó a enseñar arqueología de Anatolia en Ankara.

## Caso Dorak
En 1958 Mellaart hizo un informe sobre un yacimiento nuevo y muy rico encontrado en Dorak (Turquía) a Seton Lloyd del British Institute. Decía que había encontrado los objetos seis años antes pero que no había tenido permiso para publicarlos antes. 
Cuando apareció la noticia en The Illustrated London News, las autoridades turcas indagaron por qué no había informado del lugar donde habían aparecido estos artefactos. Mellaart dijo que había visto el tesoro en la casa de una joven en Izmir, a la que había conocido en un tren. No le permitió tomar fotos, pero le dejó hacer dibujos. Sin embargo, la joven Anna Papastrari, era desconocida y su dirección no existía. El único documento que se encontró fue una carta que, tras haber sido examinada por expertos, resultó estar escrita por Arlette, la mujer de Mellaart. Como resultado, las autoridades turcas expulsaron a Mellaart como sospechoso de robar antigüedades. Más tarde se le permitió regresar, pero al cabo fue expulsado definitivamente.

## Excavaciones en Çatalhöyük

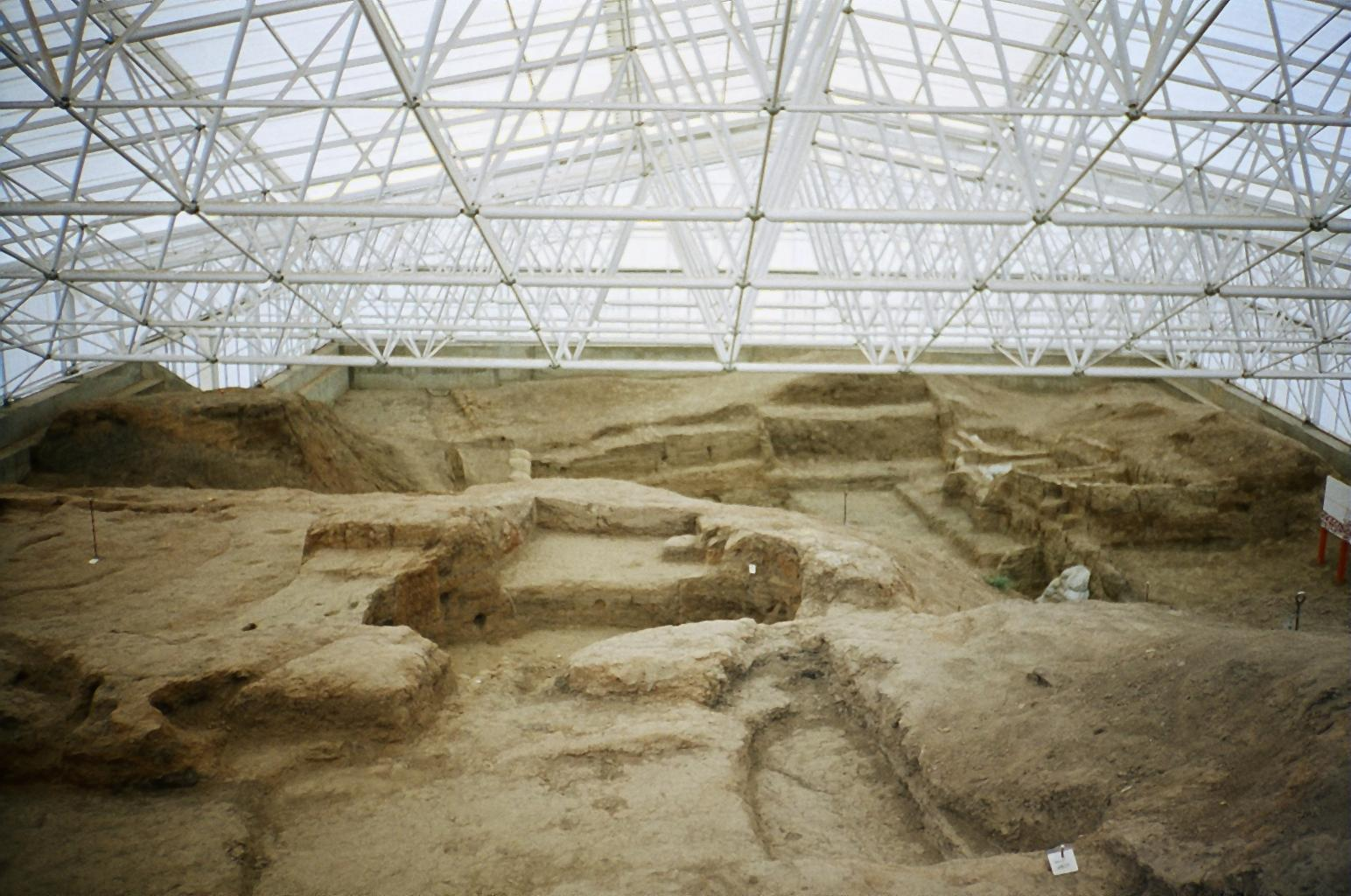
Excavaciones de Çatalhöyük

Cuando Mellaart excavó el yacimiento de Çatalhöyük en 1961, su equipo encontró más de 150 locales y edificios, algunos decorados con murales, relieves y esculturas. Muy pronto el yacimiento cobró gran importancia porque servía para el estudio de la organización social y cultural de uno de los poblados más tempranos y ocupados permanentemente de Oriente Próximo. 
De acuerdo con las teorías de Mellaart, era una de las ciudades santuario de la Diosa Madre. Pero muchos otros arqueólogos no están de acuerdo y la discusión se enconó. Mellaart fue acusado de presentar alguna de las historias mitológicas como auténticas. La dureza de las discusiones obligó al gobierno turco a cerrar el yacimiento. Permaneció sin trabajos durante más de un cuarto de siglo hasta que se reanudaron en la década de los 90.
El poblado completo se extendía aproximadamente sobre 13 hectáreas de terreno, y albergaba entre 5000 y 8000 habitantes, mientras que lo normal para aquellos tiempos era de alrededor de una décima parte de este tamaño; de él solo se ha excavado una décima parte de su superficie. El descubrimiento de Mellart produjo gran revuelo en la época, pero en excavaciones posteriores han aparecido características semejantes en otros yacimientos neolíticos tempranos del Próximo oriente, y esto ha supuesto una mejor comprensión del sitio, por lo que muchos de lo que fueron anteriormente incógnitas o misterios hayan dejado de serlo.

## Jubilación
En 2005 Mellaart se jubiló de la enseñanza y vivía en el norte de Londres, con su mujer y su nieto, hasta que falleció el 29 de julio de 2012.

## Secuelas
En 2018, el hijo de Mellaart y el geoarqueólogo suizo-alemán Eberhard Zangger publicaron una investigación según la cual Mellaart había fabricado extensas falsificaciones en apoyo de sus tesis.

## Obras
- "Anatolian Chronology in the Early and Middle Bronze Age"; Anatolian Studies VII, 1957
- "Early Cultures of the South Anatolian Plateau. The Late Chalcolithic and Early Bronze Ages in the Konya Plain"; Anatolian Studies XIII, 1963
- Çatalhöyük, A Neolithic Town in Anatolia, London, 1967
- Excavatians at Hacilar, vol. I-II